# Awtandil Tschrikischwili

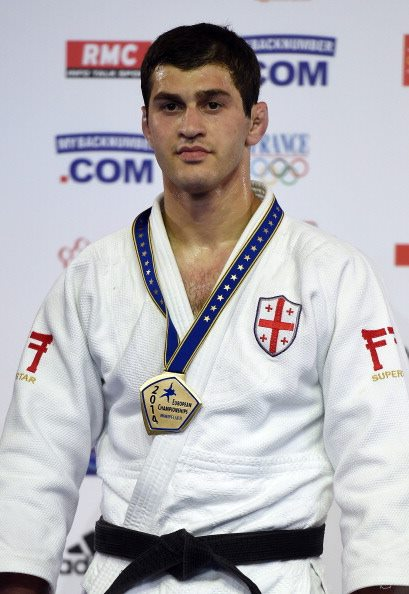
Awtandil Tschrikischwili (2015)

Awtandil Tschrikischwili (georgisch ავთანდილ ჭრიკიშვილი; * 18. März 1991 in Gardabani) ist ein georgischer Judoka. Bis 2016 trat er im Halbmittelgewicht (bis 81 kg) an, seither im Mittelgewicht (bis 90 kg). Er war Weltmeister 2014 und dreimal Europameister.

## Karriere
2009 belegte Awtandil Tschrikischwili den dritten Platz bei den U20-Europameisterschaften. Im Jahr darauf wurde er innerhalb von fünf Wochen U20-Europameister und U20-Weltmeister. 2011 gewann er die Weltcup-Turniere in Tiflis und in Budapest. Bei den Europameisterschaften 2012 unterlag er im Viertelfinale dem Deutschen Alexander Wieczerzak und belegte in der Hoffnungsrunde nach einem Sieg über den Franzosen Axel Clerget und einer Niederlage gegen den Letten Konstantīns Ovčiņņikovs den fünften Platz. Mit der georgischen Mannschaft gewann er den Titel im Teamwettbewerb. Bei den Olympischen Spielen 2012 in London bezwang er in seinem ersten Kampf den Kroeaten Tomislav Marijanović, im Achtelfinale schied er gegen Travis Stevens aus den Vereinigten Staaten aus und belegte den geteilten neunten Platz. Ende 2012 gewann Tschrikischwili seinen ersten georgischen Landesmeistertitel.
Bei den Europameisterschaften 2013 in Budapest besiegte er im Viertelfinale Srdjan Mrvaljević und im Halbfinale den Belgier Joachim Bottieau. Mit seinem Finalsieg über Tomislav Marijanović gewann Tschrikischwili seinen ersten Europameistertitel im Einzel. Zwei Tage danach gewannen die Georgier auch den Teamwettbewerb. Vier Monate später bei den Weltmeisterschaften 2013 in Rio de Janeiro bezwang Tschrikischwili im Viertelfinale den Franzosen Alain Schmitt und im Halbfinale den Russen Iwan Nifontow. Im Finale unterlag er dem Franzosen Loïc Pietri und erhielt die Silbermedaille. Drei Tage später gewannen die Georgier den Mannschaftstitel. Ende 2013 gewann Tschrikischwili seinen zweiten georgischen Landesmeistertitel.
Anfang 2014 siegte er beim Grand-Slam-Turnier in Paris, wobei er im Finale den amtierenden Weltmeister und Lokalmatadoren Loïc Pietri bezwang. Bei den Europameisterschaften 2014 in Montpellier traf er im Finale wieder auf Pietri und besiegte ihn erneut auf französischem Boden. Tags darauf siegten die Georgier auch im Teamwettbewerb. Vier Monate später fanden in Tscheljabinsk die Weltmeisterschaften 2014 statt. Awtandil Tschrikischwili bezwang im Viertelfinale den Japaner Takanori Nagase und im Halbfinale Alain Schmitt. Mit seinem Finalsieg über den Kanadier Antoine Valois-Fortier war der Georgier Weltmeister. Im Teamwettbewerb erkämpften die Georgier eine Bronzemedaille. Ende des Jahres unterlag Tschrikischwili beim Grand-Slam-Turnier in Tokio Takanori Nagase im Halbfinale und belegte den dritten Platz.
Die Europameisterschaften 2015 wurden im Rahmen der Europaspiele 2015 in Baku ausgetragen. Tschrikischwili bezwang im Halbfinale den Deutschen Sven Maresch und im Finale Iwan Nifontow. Im Mannschaftswettbewerb unterlagen die Georgier im Finale den Franzosen. Bei den Weltmeisterschaften 2015 in Astana unterlag Tschrikischwili im Halbfinale dem Japaner Takanori Nagase. Den Kampf um eine Bronzemedaille verlor er gegen den Brasilianer Victor Penalber. Im Mannschaftswettbewerb gewannen die Georgier Bronze. Ende 2015 siegte er beim Grand-Slam-Turnier in Tokio.
Anfang 2016 folgte nach 2014 sein zweiter Sieg beim Turnier in Paris. Bei den Europameisterschaften 2016 in Kasan gewann Tschrikischwili im Halbfinale gegen den Schweden Robin Pacek, im Finale unterlag er dem Russen Chassan Chalmursajew. Im Mannschaftswettbewerb siegten die Georgier. Bei den Olympischen Spielen 2016 in Rio de Janeiro bezwang er im Viertelfinale den Italiener Matteo Marconcini und unterlag im Halbfinale gegen Travis Stevens, gegen den er schon vier Jahre zuvor in London verloren hatte. Den Kampf um eine Bronzemedaille verlor Awtandil Tschrikischwili gegen Takanori Nakase.
Nach den Olympischen Spielen wechselte Tschrikischwili in die nächsthöhere Gewichtsklasse und gewann hier zum Einstieg seinen dritten Landesmeistertitel. 2017 unterlag er bei den Landesmeisterschaften im Finale gegen Beka Ghwiniaschwili. 2018 belegte er den dritten Platz.